# 東京大学アタカマ天文台

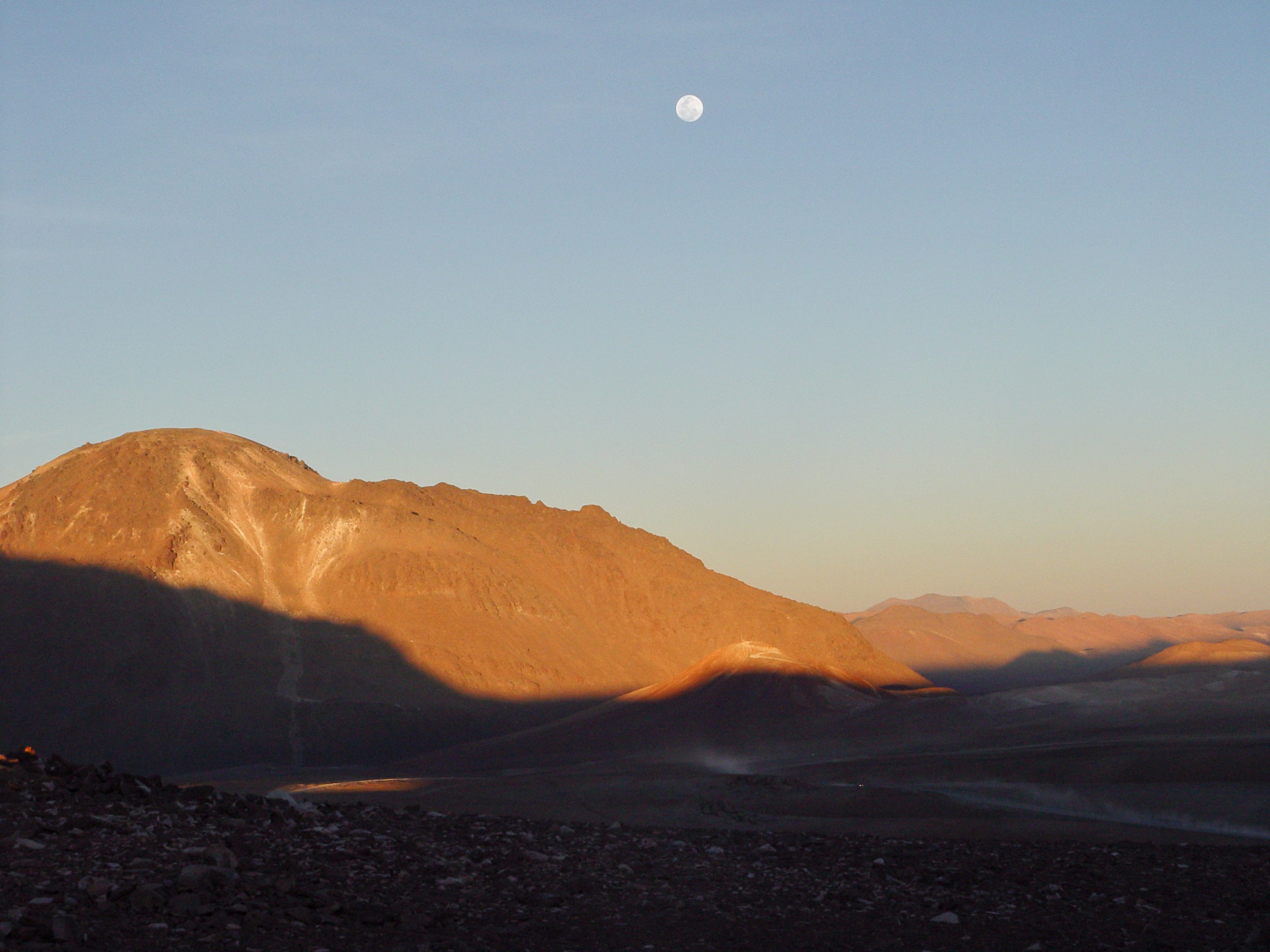
チャナントールに沈む月（東京大学アタカマ天文台から東側）

東京大学アタカマ天文台（とうきょうだいがくアタカマてんもんだい、Tokyo-Atacama Observatory Project、略称：TAO）は、南米チリ共和国北部アタカマ砂漠のチャナントール山頂（標高5,640m）に、日本の東京大学（東大）が開設した天文台。口径6.5メートルと、世界最大級の赤外線天体望遠鏡を運用している。「標高世界一の天文台」としてギネス世界記録に登録されている。2024年5月1日に完成し、2025年からの天体観測開始を予定している。
ダークエネルギー、銀河・惑星系の起源などの解明を目的としている。吉井譲を中心に1998年に計画が始動し、東京大学天文学教育研究センターが国立天文台などの協力して、計画・建設を進めてきた。

## 建設
チャンナトール山頂は晴天率が高く空気が乾燥していて、天体観測の障害となる水蒸気が少ない立地として選ばれた。1993年から1999年までの気象データを元に雲量等を調査、1999年から2004年にかけて8回の地形調査を実施した。風速、気温、湿度などの気象データやシーイングの計測により、可視光・赤外線観測に適した土地であることが確認された。晴天率は70％と、アメリカ合衆国ハワイ島のマウナケア天文台群所在地の50％より高く、シーイングは中間値で0.69秒角と世界の名だたる観測サイトに勝るとも劣らないことがわかり、光・赤外線天体望遠鏡の設置に最も適した箇所であることが示された。
2007年春より、地元の協力を得てチャナントール山へアクセス道路の整備を開始し、望遠鏡の設置の準備を進めた。
6.5m望遠鏡の建設に先駆け、そのパイロット的な観測を行うために口径1mの光学式反射天体望遠鏡（miniTAO望遠鏡）が現地に設置され、2009年から観測を行った。観測装置は、近赤外線カメラと中間赤外線カメラである。
1m望遠鏡 (miniTAO) 
- 光学系　：リッチークレチアン型反射式赤外線望遠鏡
- 有効口径：1000mm
- 副鏡口径：222.88mm
- 合成焦点：120000mm（F12.0）
- 焦点系　：カセグレン焦点
- 観測波長：可視光, 近赤外線, 中間赤外線
- 架台　　：経緯台式
- 駆動　　：フリクションドライブ
- 制御　　：自動制御
- 観測機器：近赤外線カメラANIR, 中間赤外線カメラMAX38

2014年11月、アントファガスタ州サンペドロ・デ・アタカマ (San Pedro de Atacama) 山麓研究施設が完成。山頂施設の完成まで建設拠点として、その後は研究施設として使用される。
6.5m望遠鏡は東大天文学教育研究センターが日本国内で完成させ、2018年1月に報道機関へ公開された。

## 望遠鏡の仕様
主鏡にはオハラのボロシリケイト（BSCガラス）製ハニカム軽量鏡が用いられる。自重を支えるのに十分な厚みを持ちながら、ハニカム構造によって重量を抑えている。主鏡のパラメータはラス・カンパナス天文台の2台の6.5 m反射望遠鏡の1つマゼラン2 クレイ望遠鏡のものを基本的に踏襲しているため、製作時の検査機器の流用で製作費用が節減された。主鏡の蒸着は現地で行われ、可視・近赤外線を広く観測するため、また将来的に近紫外線まで観測範囲を広げる可能性も視野に入れて、銀や金ではなくアルミニウムを蒸着する。
- 光学系：リッチークレチアン型反射式天体望遠鏡
- 有効口径：6.5m
- 主鏡材質  ：低膨張ガラス（オハラ製BSCガラス）
- 焦点系　：3箇所（ナスミス焦点2箇所、カセグレン焦点）
- 合成焦点：F12.2
- 架台　　：経緯台式
- 制御　　：自動制御
- 観測装置：近赤外線2色同時多天体分光器SWIMS, 中間赤外線分光撮像装置MIMIZUKU